# O Matuto (álbum de Matogrosso & Mathias)
O Matuto é o álbum de estreia da dupla sertaneja Matogrosso & Mathias, lançado em 1976, no qual se destacam as composições "Pai Tião" e a faixa-título. Este é o primeiro álbum da carreira da dupla a receber de cara o disco de ouro.

## Faixas
| N.º | Título                 | Compositor(es)            | Duração |  |
| 1.  | "Pai Tião"             | Tito Xavier / Matogrosso  |         |  |
| 2.  | "O Matuto"             | Matogrosso / Tito Xavier  |         |  |
| 3.  | "O Pracinha"           | Tito Xavier / Matogrosso  |         |  |
| 4.  | "Celina"               | Matogrosso / Walter Saiua |         |  |
| 5.  | "Canção do Vaqueiro"   | Matogrosso / Mathias      |         |  |
| 6.  | "Espinhos da Vida"     | Matogrosso / J.K. Filho   |         |  |
| 7.  | "Fronteiriça"          | José Fortuna              |         |  |
| 8.  | "Obrigado Papai"       | Tito Xavier / Matogrosso  |         |  |
| 9.  | "Saudade da Roça"      | Adauri / Nhô Cosntâncio   |         |  |
| 10. | "Eu Não Queria Chorar" | Matogrosso / J.K. Filho   |         |  |
| 11. | "O Pregador"           | Tito Xavier / Matogrosso  |         |  |
| 12. | "Na Beira do Cais"     | Matogrosso / Cantineiro   |         |  |